# Троа Пон
Троа Пон (на френски: Trois-Ponts) е селище в Югоизточна Белгия, окръг Вервие на провинция Лиеж. Населението му е около 2400 души (2006).